# Matyáš Gottfried Wunschwitz
Matyáš Gottfried Wunschwitz, též Matyáš Bohumír z Vunšvic (1632 Praha – 1695 Poběžovice) byl český šlechtic z rodu Wunschwitzů, významný sběratel a spoluzakladatel památek kultu Jana Nepomuckého.

## Život
Pocházel z nižšího šlechtického rodu, doloženého od 15. století v horním Sasku a v Lužici. V erbu rodu byl jelen s korunkou na krku, zobrazený na trojvrší ve skoku (heraldicky) doprava, v klenotu vyrůstající jelen s korunkou.
Narodil do právnické rodiny v Praze na Novém Městě, kde obýval Vunšvicovský dům čp. 793/II na Václavském náměstí, zbořený roku 1912. Tento dům dal roku 1679 přestavět a zřídit v něm kapli Jana Nepomuckého. Podle pověsti měl být jako sedmiletý chlapec unesen a prodán tureckému pánovi za sluhu. Po modlitbě k Janu Nepomuckému se údajně zázračně vrátil do rodného domu.
Po studiích filozofie a práv na pražské univerzitě se ve 23 letech stal císařským prokurátorem a diplomatem v Polsku. Výhodně se oženil s Annou Feliciánou, dcerou císařského rady hraběte Daniela Norberta Pachty z Rájova (1648-1718), s níž vyženil panství Poběžovice. V Praze a v Plzni vykonával praxi advokáta, byl rovněž přísedícím českého zemského soudu v Praze a místokomorníkem krále Leopolda I. Později byl jmenován do úřadu krajského hejtmana v Plzni. Jeho nejstarší syn Gottfried Daniel Wunschwitz pokračoval v otcově sběratelské činnosti, rozšířil jeho knihovnu a věnoval se genealogii a heraldice. Kromě něj se dospělosti dožily děti Feliciana Františka (1673–1695), Jakobina Anna (1676–1732) a František Ignác (1683–1769). Feliciana Františka se provdala za Josefa Františka z Talmberka, Jakobina Anna vstoupila k voršilkám v Praze na Novém Městě a přijala řeholní jméno Marie Innocencie od sv. Ducha.

## Dílo
Wunschwitz se větší část svého života věnoval sbírání dokladů o životě a zázracích Jana Nepomuckého, kterého povýšil na rodinného ochránce a světce dávno před jeho svatořečením. Roku 1683 dal postavit na Karlově mostě bronzovou sochu Jana Nepomuckého, odlitou v Norimberku podle dřevěného vzoru od sochaře Jana Brokofa, jehož hostil a zaměstnával v letech 1680–1683, po dobu velké morové epidemie v Praze, na svém venkovském sídle v Ronšperku. Dřevěnou sochu i její předlohu – hliněné modeletto od M. Rauchmülera si ponechal ve svém domě, který byl střediskem nepomucenského kultu až do roku 1819